# Valeria Cappellotto
Valeria Cappellotto (* 28. Januar 1970 in Noventa Vicentina; † 17. September 2015 in Marano Vicentino) war eine italienische Radrennfahrerin.

## Sportlicher Werdegang
Valeria Cappellotto war die jüngere Schwester der Straßenweltmeisterin von 1997, Alessandra Cappellotto. 1995 sowie 1996 gewann sie den Trofeo Alfredo Binda, zwei Jahre später den Giro della Toscana Femminile. 1999 wurde sie italienische Meisterin im Straßenrennen, nachdem sie schon 1990 und 1991 Vizemeisterin geworden war, und im selben Jahr Fünfte des WM-Straßenrennens.
Zweimal startete Cappellotto bei Olympischen Spielen im Straßenrennen:  1992 in Barcelona belegte sie Rang 17 und 2000 in Sydney Rang 31. Bei den UCI-Straßen-Weltmeisterschaften 2000 wurde sie 13. im Straßenrennen. Nach dieser Saison beendete sie ihre Radsportkarriere.
Valeria Cappellotto starb im September 2015 im Alter von 45 Jahren an einer schweren Erkrankung.

## Erfolge
1995
- Trofeo Alfredo Binda-Comune di Cittiglio

1996
- Trofeo Alfredo Binda-Comune di Cittiglio

1998
- Giro della Toscana Femminile – Memorial Michela Fanini

1999
- Italienische Meisterin – Straßenrennen

## Teams
- 1998 Mimosa
- 1999–2000 Gas Sport Team